# Тея (співачка)
Теодора Шпірич (Teodora Špirić; (12 квітня 2000 , Відень, Австрія ), відома як Тея (англ. Teya) або Теа Деві (англ. Thea Devy) — австрійська співачка та авторка пісень. Представляла Австрію на Пісенному конкурсу Євробачення 2023 разом із Саленою з піснею «Who the Hell is Edgar?».

## Ранні роки
Теодора Шпірич народилася 12 квітня 2000 року у Відні, в сім'ї сербів. Частину свого дитинства вона провела в Кладово у Сербії, але пізніше повернулася до Відня з родиною. Творчість співачок Адель та Емі Вайнгаус стали головними творчими натхненниками співачки.

## Кар'єра
2018 року Шпірич випустила свій дебютний сингл «Waiting For». Наприкінці 2019 року подала заявку на те, щоб представляти Австрію на пісенному конкурсі Євробачення 2020 з піснею «Judgment Day». Була в числі трьох учасників, що увійшли в шорт-лист, але не була обрана представницею країни. Згодом подала пісню на Beovizija 2020, сербського національного відбору на Євробачення, під назвою «Sudnji dan». Пісню переклали сербською мовою батьки Теї. 9 січня 2020 року було оголошено, що співачка стане учасницею конкурсу; вона пройшла до фіналу, де посіла 10 місце з 4 очками.
2021 року Шпірич стала учасницею п'ятого сезону австрійського шоу талантів Starmania. Вона потрапила до вісімки найкращих учасниць, але вибула ще до фіналу. Пізніше того ж року випустила сингл «Runaway (Stay)» з хорватською співачкою Ninski, використовуючи сценічний псевдонім Teya.

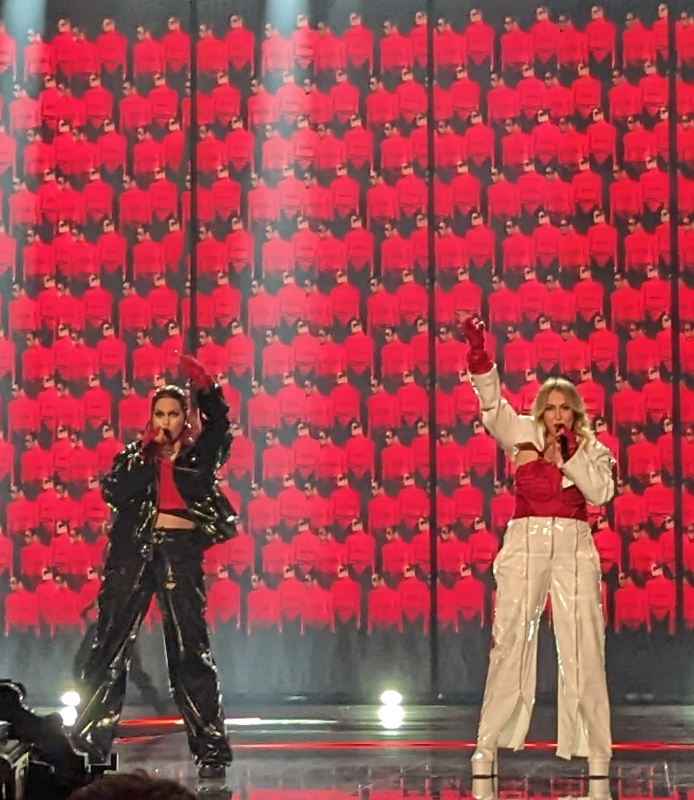
Тея і Салена на сцені Євробачення 2023

31 січня 2023 року було оголошено, що Шпірич стане представницею Австрії на пісенному конкурсі Євробачення 2023 разом зі співачкою Саленою, з якою вона познайомилася під час своєї участі в Starmania. Їхня пісня «Who the Hell is Edgar?» була написана в таборі авторів пісень у Чехії і вийшла 8 березня 2023 року. Дуету вдалося кваліфікуватися до фіналу конкурсу, де вони посіли 15 місце зі 120 балами.

## Музика і стиль
Творчість співачок Адель та Емі Вайнгаус стала головним творчим натхненням Теї.

## Дискографія

### Сингли
- 2018 — «Waiting For»
- 2018 — «What Christmas Is About»
- 2018 — «Collide»
- 2020 — «Sudnji dan»
- 2021 — «Runaway (Stay)» (зокрема Нінскі)
- 2022 — «Ex Me»
- 2022 — «Mirror Mirror» (з Труу)
- 2022 — «Criminal» (з Бермудами та DJ Spicy)
- 2023 — «Who the Hell is Edgar?» (з Саліною)